# Stanisław Pestkowski
Stanisław Pestkowski (en ruso: Станислав Станиславович Пестковский) fue un escritor, diplomático y político soviético. Nació en Polonia en 1893. Emigró a Inglaterra y participó en la Revolución de octubre de 1917 y en la Guerra Civil Rusa. Fue delegado en el segundo Congreso de la Internacional Comunista, miembro del presidio del Comité Ejecutivo de la Internacional Comunista, oficial de la Krestintern y MOPR. Fue jefe del departamento del este y Colonias de la Krestintern en 1930. Fue ejecutado en 1937. El escritor y político mexicano Rafael Ramos Pedrueza refiriéndose a Pestkowski escribió “Viejo revolucionario, un escritor erudito, un nombre de corazón noble, Pestkovski dejó en el pueblo mexicano un recuerdo inolvidable”.

## Biografía
Nacido en Kiełczygłów, Polonia, se unió a la Socialdemocracia del Reino de Polonia y Lituania y recibió una fuerte influencia de Rosa Luxemburgo. En 1917, viajó a Rusia, donde se convirtió en Comisario de Telégrafos del gobierno bolchevique. Desde 1917 trabajó en el Narkomnats, el Comisariado Popular Soviético de Nacionalidades. Si bien Iósif Stalin era el comisario titular, en la práctica gran parte del trabajo se delegó en Pestkovski. Originalmente, el Milrevcom de Petrogrado, o Comité Militar Revolucionario, bloqueó la formación del Polkom, un comisariado polaco que Julian Leschinsky deseaba establecer. Tras la intervención de Stalin y Félix Dzerzhinsky, se superó la obstrucción del Milrevkom y el Polkom se estableció el 23 de noviembre de 1917. El Polkom se dedicó entonces a sovietizar todas las organizaciones polacas en Rusia. Fue delegado al Segundo Congreso de la Internacional Comunista celebrado en agosto de 1920. Del 30 de abril de 1919 a agosto de 1920 Pestkowski fue secretario del Comité Regional Kirguistán del Partido Comunista de la Unión Soviética. De 1924 a 1926 fue embajador soviético en México. Desapareció en la Gran Purga de Stalin de 1937 y fue exonerado póstumamente en 1955.

## Embajador en México
Fue el primer embajador de la URSS en México, mostrando sus credenciales al gobierno del presidente Álvaro Obregón el día viernes 7 de noviembre de 1924 y estuvo en el cargo por 2 años. Pestkowski centró sus labores en la difusión de las políticas de la Internacional Comunista, al tiempo que, en 1927 y bajo el pseudónimo de Andrei Volski, publicó Una historia de las revoluciones mexicanas y La cuestión agraria y el movimiento campesino en México, que fueron de los primeros análisis marxistas. Durante su gestión, logró entablar diversos contactos con diplomáticos latinoamericanos. Organizó la visita del poeta Vladimir Mayakovski a México. Pestkowski entabló una estrecha amistad con David Alfaro Siqueiros; Diego Rivera, José Mancisidor, Miguel Ángel Velasco, Úrsulo Galván Reyes, Rafael Carrillo,Tina Modotti y Graciela Amador Sandoval. En 1926, fue reemplazado por la embajadora Alejandra Kollontai. 
- Datos: Q2497505
- Multimedia: Stanisław Pestkowski / Q2497505